# Meßstetten
Meßstetten è un comune tedesco 11 560 abitanti,, situato nel land del Baden-Württemberg.

## Amministrazione

### Gemellaggi
Meßstetten è gemellata con:
- Luynes, Francia, dal 1984
- Savigné-sur-Lathan, Francia, dal 1984